# 75 Rockefeller Plaza
Le Time-Warner Building est le nom d'un gratte-ciel de New York, dans le quartier de Midtown. Achevé en 1947, il mesure 129 mètres de hauteur et comporte 33 étages.